# Osmanabad
Osmanabad (marathi उस्मानाबाद) és una ciutat i municipalitat a Maharashtra, capital del districte d'Osmanabad, situada a 18° 10′ N, 76° 03′ E / 18.17°N,76.05°E. Consta al cens del 2001 amb una població de 80.612 habitants. La població el 1901 era de 10.607 habitants. Està situada a la comarca de Balaghat i a la regió anomenada Marathwada. Les importants coves de Dharaseo estan prop de la ciutat a 2 km al nord-est, i són set coves que van estar dedicades al culte, de les quals quatre són jainistes i les altres segurament vaixnavites.

## Història
El seu antic nom fou Dharaseo o Dharashiv. Era part del principat d'Hyderabad. El 1853 formà part dels territoris cedits als britànics que van formar el districte de Naldrug amb capital a Naldrug; però perquè aquesta ciutat era poc saludable van traslladar la seu del govern a Osmanabad. El 1860 el districte fou retornat al principat d'Hyderabad, on va continuar com a districte d'Osmanabad. Va formar part d'Hyderabad fins a l'ocupació índia d'aquest estat el 1948; el 1950 Hyderabad va formar un estat de l'Índia, però fou suprimit el 1956 quan els estats foren reorganitzats sota criteris lingüístics; llavors la regió de Marathwada fou transferida a l'estat de Bombai, després partit el 1960 en els de Maharashtra i Gujarat, quedant Osmanabad dins de Maharashtra.